# A.C. Bellaria Igea Marina
Associazione Calcio Bellaria Igea Marina là một câu lạc bộ bóng đá Ý, có trụ sở tại Bellaria - Igea Marina, Emilia-Romagna.

## Lịch sử
Câu lạc bộ được thành lập vào năm 1912 và được thành lập lại vào năm 1994.

## Màu sắc và huy hiệu
Màu sắc của câu lạc bộ là xanh nhạt và trắng.